# Anne Fougeron
Anne Fougeron (Amsterdam, 7 de desembre de 1955) és una arquitecta, professora i autora francoestadounidenca.
Fougeron va néixer a Amsterdam, Països Baixos, però es va criar a França i als Estats Units Va realitzar el seu Bachelor of Arts en el Wellesley College i el seu mestratge a la Universitat de Califòrnia a Berkeley.
En 1989, va obrir la seva pròpia firma, Fougeron Architecture. El 2010, el mateix any en el qual li va ser concedit un FAIA (títol honorífic que concedeix el American Institute of Architects), la seva va ser nomenada una de les 50 millors empreses d'arquitectura als EUA per la revista Residential Architect.
L'agost de 2011, Princeton Architectural Press va publicar una monografia d'obres d'Anne Fougeron. Després de ser presentat en el New York Times al setembre, el projecte "Flip House" de Fougeron ha aparegut en més d'una dotzena de revistes i blogs, entre els quals Architizer i ArchDaily. El juny de 2014, el projecte de la seva empresa "Fall House" va ser en la portada de Architectural Record. Fins avui, la seva obra ha estat exposada en més de vint exposicions. La seva signatura ha rebut més de 50 premis de disseny (incloent-hi nombrosos premis AIA Honor) i ha aparegut en més de 140 publicacions.
Els seus edificis han aparegut a The New York Times, Metropolitan Home, ECO Casa i San Francisco Magazine.

## Obres arquitectòniques
- The Fall House - Big Sud, CA[5]
- Tehama Grasshopper - San Francisco, CA
- Flip House - San Francisco, CA
- Ingleside Library - San Francisco Public Library branch, Califòrnia
- Parkview Terrace - San Francisco, CA
- Jackson Family Retreat - Big Sud, CA